# جویبارماهی‌های اطلسی
جویبارماهی‌های اطلسی (نام علمی: Atlantirivulus) نام یک سرده از خانواده جویبارماهیان است.
ماهیان این جنس بومی باتلاق‌های کم‌عمق، جویبارها، نهرها و آبگیرهای جنگل اطلسدر جنوب شرقی برزیل هستند، از ایالت ریو دوژانیرو گرفته تا سانتا کاتارینا. تعدادی از گونه‌های این سرده بسیار مورد تهدیدند. برخی دیگر از گونه‌ها در ذخیره‌گاه‌های محافظت‌شده زنده مانده‌اند.